# Werne
Werne – miasto w Niemczech, w kraju związkowym Nadrenia Północna-Westfalia, w rejencji Arnsberg, w powiecie Unna. W 2010 liczyło 29 901 mieszkańców.

## Współpraca
Miejscowości partnerskie:
- Bailleul, Francja
- Kyritz, Brandenburgia
- Lytham St Anne’s, Anglia
- Poggibonsi, Włochy
- Wałcz, Polska

## Urodzeni w Werne
- Władysław Klemczak – polski lekkoatleta
- Albert von Maybach – minister